# Har Gobind Korana
Har Gobind Korana (engl. Hargobind Korana; 9. januar 1922 — 9. novembar 2011) je bio američki biohemičar indijskog porekla. On je primio Nobelovu nagradu za fiziologiju i medicinu sa Maršalom V. Nirenbergom i Robertom Holijem 1968. za istraživanja koja su pomogla da se pokaže na koji način nukleotidi u nukleinskim kiselinama, koji nose ćelijski genetički kod, kontrolišu ćelijsku sintezu proteina.
On je primio američko državljanstvo 1966, i naknadno je bio primalac Nacionalne medalje za nauku. On je služio kao MIT-jev Alfred P. Sloan profesor biologije i hemije, emeritus i bio je član Odbora naučnih guvernera u Skriptovom istraživačkom institutu.

## Spoljašnje veze
Mediji vezani za članak Har Gobind Korana na Vikimedijinoj ostavi

- Korana program Архивирано на веб-сајту  (2. март 2012)
- Sakmar, Thomas P. (2012). „Har Gobind Khorana (1922–2011): Pioneering Spirit”. PLoS Biology. 10 (2). doi:10.1371/journal.pbio.1001273. PDF[мртва веза]